# MPLA

MPLA:s flagga ligger till grund för Angolas flagga.

Folkrörelsen för Angolas befrielse, MPLA (portugisiska: Movimento Popular de Libertação de Angola), är ett socialistiskt politiskt parti i Angola. Det är det största politiska partiet i landet och har innehaft regeringsmakten oavbrutet sedan Angolas självständighet år 1975. Mellan 1977 och 1991 gick partiet formellt under namnet Folkrörelsen för Angolas befrielse – Arbetarpartiet (MPLA-PT).

## Historia

### Grundande
På mitten av 1950-talet började nationalistiska idéer om avkolonisering och självständighet på allvar få fäste i Portugisiska Angolas huvudstad Luanda, främst bland utbildade afrikaner och mestiços. Bland de första grupperingar som aktivt började arbeta mot detta mål fanns det nybildade Angolanska kommunistpartiet, grundat 1955 med stöd av Portugisiska kommunistpartiet, samt det något äldre Partiet för den förenade kampen för afrikaner i Angola (PLUAA) under ledning av Viriato da Cruz. Dessa två partier gick i december 1956 samman för att bilda en gemensam politisk organisation, nämligen Folkrörelsen för Angolas befrielse (MPLA). Man hade sitt huvudsakliga stöd bland intellektuella, lägre tjänstemän och mbundufolket som bebodde trakterna kring huvudstaden Luanda. Missnöjet växte dramatiskt hos dessa grupper, utbildade angolaner som var integrerade i den koloniala ekonomin men samtidigt tydligast kände hur den koloniala rashierarkin hindrade dem från att någonsin nå högre positioner i samhället eller yrkeslivet. Politisk opposition mot Portugals kolonialvälde var totalförbjudet och afrikaner som organiserade sig politiskt bestraffades mycket hårt varför MPLA tvingades verka i hemlighet. Agostinho Neto valdes till MPLA:s ordförande 1960, men han och flera andra angolanska nationalister greps av den portugisiska hemliga polisen samma år och skickades i exil. Året därpå exploderade våldet i Angola när afrikanska tvångsarbetare på bomullsplantagerna, som tvingades arbeta för de vita nybyggarna under slaveriliknande förhållanden, inledde en strejk för bättre arbetsvillkor som eskalerade till en väpnad revolt mot kolonialherrarna. MPLA försökte i februari 1961 att storma fängelset i Luanda för att frita politiska fångar och de kommande månaderna reste sig olika folkgrupper och politiska rörelser i uppror. Neto flydde tillbaka till Angola 1962 och tog åter över ledningen för MPLA som gradvis intensifierade sin självständighetskamp, främst genom sin väpnade gren, Folkarmén för Angolas befrielse. De portugisiska kolonialkrigen skulle bli en utdragen och mycket blodig avkoloniseringsprocess då Portugal finansierades av Nato samt utländska storföretag som tilläts utvinna olja och mineraler i Angola.

### Utveckling under inbördeskriget
Efter nejlikerevolutionen 1974 där Portugals fascistiska regering störtades gavs samtliga kolonier självständighet och MPLA utropade Folkrepubliken Angola där man dominerade statsapparaten genom ett enpartisystem. Genast blev Angola dock en skådeplats för ett av kalla krigets blodiga krig via ombud, det angolanska inbördeskriget, där USA och Sydafrika stödde antikommunistiska gerillarörelser medan MPLA tidigt fick stöd från Kuba. MPLA:s väpnade gren blev det självständiga Angolas försvarsmakt och döptes om till Folkets väpnade styrkor för Angolas befrielse (FAPLA). MPLA:s partiordförande Agostinho Neto förespråkade utrikespolitisk alliansfrihet, en etniskt inklusiv inrikespolitik och en gradvis socialistisk samhällsutveckling. Han var misstänksam mot Sovjetunionen vilket ledde till splittring inom partiet, där en radikal falang under ledning av inrikesministern Nito Alves ansåg att MPLA hade övergivit idén om klasskamp, stött bort Moskva och svikit de revolutionära idealen. Alves började placera ut lojalister inom myndigheter och armén för att öka sitt inflytande i partiet, men till slut anklagade MPLA:s centralkommitté honom för fraktionsbildning. Han avsattes från sin ministerpost och började därefter planera en statskupp mot Neto. Kuppförsöket i maj 1977 misslyckades helt, inte minst tack vare att de kubanska styrkorna i landet tog Netos sida, och omfattande utrensningar inom partiet och hela det angolanska samhället följde där tusentals människor arresterades. I december samma år hölls den första partikongressen där man officiellt antog marxism-leninism som ideologi och utökade partiets namn till Folkrörelsen för Angolas befrielse – Arbetarpartiet (MPLA-PT).
Idén om att hålla Angola alliansfritt under kalla kriget gick om intet när inbördeskriget eskalerade och MPLA såg sig tvingat att söka diplomatiskt, ekonomiskt och militärt stöd hos Sovjetunionen. Efter att Angola och Zaire 1978 kommit överens om att sluta stödja fientliga gerillagrupper i respektive land eliminerades FNLA som ett hot mot MPLA, vars kvarvarande konkurrent om makten var UNITA som erhöll omfattande militärt stöd från Pretoria. På grund av inbördeskriget dröjde det ända till 1980 innan allmänna val hölls i landet och då var det indirekta val där ingen opposition tilläts. Därefter dröjde det till 1986 innan nästa parlamentsval hölls men valresultatet var detsamma; 100 % av rösterna och samtliga mandat i Folkförsamlingen gick till MPLA-PT.

### Efter kalla krigets slut
I och med kalla krigets slut drog sig Kuba respektive Sydafrika ut ur Angola, och de båda supermakterna Sovjetunionen och USA pressade Angolas regering (MPLA) och UNITA till fredsförhandlingar. Enligt Bicesseavtalet från 1991 skulle regeringsstyrkorna och UNITA tillsammans bilda en ny armé, flerpartisystem införas och demokratiska val hållas under FN:s överinseende. I de allmänna valen i Angola 1992 vann MPLA med en knapp majoritet både presidentposten och en egen majoritet i den nybildade Nationalförsamlingen. Valen bedömdes av FN som rättvisa trots omfattande logistiska svårigheter men UNITA:s ledare Jonas Savimbi vägrade att acceptera valresultaten och hans styrkor, som i stor utsträckning hade vägrat att demobilisera i enlighet med fredsavtalet, tog åter upp vapen mot regeringen. I och med 1992 års provisoriska författning avskaffades emellertid enpartisystemet och alla referenser till antiimperialism och MPLA:s roll som den "legitima representanten för det angolanska folket" ströks.
Samtidigt som inbördeskriget fortsatte präglades MPLA:s fortsatta styre under José Eduardo dos Santos av omfattande korruption och ekonomiskt vanstyre, som i huvudsak betalades genom landets enorma oljetillgångar. Bortsett från oljesektorn stagnerade i princip varje annan sektor av ekonomin och de intäkter som staten erhöll från oljefälten gick till en synnerligen förmögen överklass nära den politiska makten. I parlamentsvalet 2008, det andra flerpartivalet sedan självständigheten, vann MPLA hela 82 % av rösterna och erhöll överlägsen majoritet i Angolas nationalförsamling.  Sedan dess har partiets väljarstöd stadigt sjunkit och i parlamentsvalet 2022 erhöll man endast 51 % av rösterna.

## Politisk plattform
Folkrörelsen för Angolas befrielse förespråkade tidigt en radikal politik för att utjämna de avgrundsdjupa strukturella klyftor som präglade kolonialsamhället, där bosättare från Portugal fördrev uppemot två miljoner infödda angolaner från sina marker för att kunna anlägga plantager och satte ytterligare hundratusentals svarta i tvångsarbete i den koloniala ekonomin. Eftersom i princip hela den portugisiska befolkningen lämnade Angola innan självständigheten övergavs de flesta fabriker, jordbruk och andra företag och för att förhindra att dessa verksamheter gick under förstatligades de på order av MPLA. Tillägg till 1975 års författning fastslog partiets ledande roll i samhället och att Angolas ekonomiska utveckling skulle baseras på en socialistisk modell för gemensamt ägande. Partiledningen tolererade privat småföretagande, i begränsad utsträckning, men tog starkt avstånd från det katolska prästerskapet som sågs som regelrätta kollaboratörer med kolonialherrarna. Därutöver förespråkade MPLA omfattande satsningar på ett socialt välfärdssystem för de fattiga massorna, något som man emellertid misslyckades med att förverkliga på grund av det långvariga inbördeskriget.
Likt i många andra afrikanska länder var byggandet av en ny nationell identitet efter självständigheten helt centralt för att säkra legitimitet och anspråk på regeringsmakten. Detta gällde även MPLA:s maktövertagande i Angola, ett krigshärjat land djupt splittrat längs etniska, kulturella och ideologiska skiljelinjer. Den ideologiska linjen bestämdes på 1977 års partikongress vara marxism-leninism, men efter kalla krigets slut förkastades denna position och man bytte man officiellt till socialdemokrati. MPLA är idag anslutet till Socialistinternationalen.
Bland de massorganisationer som står under partiet räknas MPLA:s ungdomsförbund (JMPLA), Angolanska kvinnoorganisationen (OMA), Agostinho Netos pionjärorganisation samt den fackliga centralorganisationen Angolanska arbetarnas nationella union (UNTA).